# Station Pepinster-Cité
Station Pepinster-Cité is een spoorweghalte langs spoorlijn 44 (Pepinster - Spa - Stavelot) in de Luikse gemeente Pepinster.
Door de Overstromingen in Pepenister in juli 2021 werd de spoorlijn en bijhorende stopplaats grotendeels verwoest. Bij de heropbouw werden de perrons opgehoogd naar een nieuwe standaardhoogte van 76 centimeter en uitgevoerd in asfalt.

## Treindienst
| Serie  | Treinsoort                        | Route                                                           | Bijzonderheden             |
| ------ | --------------------------------- | --------------------------------------------------------------- | -------------------------- |
| L 5000 | L-trein / Regional-Express (NMBS) | Verviers-Centraal – Pepinster – Pepinster-Cité – Spa-Géronstère |                            |
| P 7495 | Piekuurtrein (NMBS)               | Spa-Géronstère – Pepinster-Cité – Pepinster – Verviers-Centraal | Rijdt alleen op werkdagen. |

## Reizigerstellingen
De grafiek en tabel geven het gemiddeld aantal instappende reizigers weer op een week-, zater- en zondag.
| Tabel: aantal instappende reizigers station Pepinster-Cité | Tabel: aantal instappende reizigers station Pepinster-Cité | Tabel: aantal instappende reizigers station Pepinster-Cité | Tabel: aantal instappende reizigers station Pepinster-Cité |
|                                                            | Weekdag                                                    | Zaterdag                                                   | Zondag                                                     |
| ---------------------------------------------------------- | ---------------------------------------------------------- | ---------------------------------------------------------- | ---------------------------------------------------------- |
| 1977                                                       | 80                                                         | 220                                                        | 22                                                         |
| 1978                                                       | 96                                                         | 27                                                         | 9                                                          |
| 1979                                                       | 96                                                         | 28                                                         | 28                                                         |
| 1980                                                       | 109                                                        | 28                                                         | 18                                                         |
| 1981                                                       | 107                                                        | 24                                                         | 17                                                         |
| 1982                                                       | 100                                                        | 22                                                         | 37                                                         |
| 1983                                                       | 105                                                        | 15                                                         | 18                                                         |
| 1984                                                       | 85                                                         | 26                                                         | 16                                                         |
| 1985                                                       | 91                                                         | 24                                                         | 35                                                         |
| 1986                                                       | 76                                                         | 20                                                         | 26                                                         |
| 1987                                                       | 96                                                         | 34                                                         | 20                                                         |
| 1988                                                       | 105                                                        | 25                                                         | 28                                                         |
| 1989                                                       | 114                                                        | 43                                                         | 23                                                         |
| 1990                                                       | 945                                                        | 40                                                         | 21                                                         |
| 1991                                                       | 120                                                        | 41                                                         | 25                                                         |
| 1992                                                       | 132                                                        | 38                                                         | 27                                                         |
| 1993                                                       | 129                                                        | 46                                                         | 32                                                         |
| 1994                                                       | 116                                                        | 31                                                         | 35                                                         |
| 1995                                                       | 110                                                        | 39                                                         | 23                                                         |
| 1996                                                       | 110                                                        | 32                                                         | 16                                                         |
| 1997                                                       | 102                                                        | 26                                                         | 24                                                         |
| 1998                                                       | 114                                                        | 41                                                         | 24                                                         |
| 1999                                                       | 98                                                         | 18                                                         | 23                                                         |
| 2000                                                       | 96                                                         | 34                                                         | 24                                                         |
| 2001                                                       | 79                                                         | 28                                                         | 14                                                         |
| 2002                                                       | 67                                                         | 20                                                         | 22                                                         |
| 2003                                                       | 64                                                         | 22                                                         | 15                                                         |
| 2004                                                       | 86                                                         | 17                                                         | 26                                                         |
| 2005                                                       | 89                                                         | 32                                                         | 18                                                         |
| 2006                                                       | 99                                                         | 15                                                         | 16                                                         |
| 2007                                                       | 86                                                         | 26                                                         | 18                                                         |
| 2008                                                       | -                                                          | -                                                          | -                                                          |
| 2009                                                       | 109                                                        | 21                                                         | 18                                                         |
| 2010                                                       | -                                                          | -                                                          | -                                                          |
| 2011                                                       | -                                                          | -                                                          | -                                                          |
| 2012                                                       | 59                                                         | 18                                                         | 14                                                         |
| 2013                                                       | 74                                                         | 18                                                         | 16                                                         |
| 2014                                                       | 54                                                         | 17                                                         | 16                                                         |
| 2015                                                       | 41                                                         | 13                                                         | 15                                                         |
| 2016                                                       | 47                                                         | 15                                                         | 11                                                         |
| 2017                                                       | 39                                                         | 12                                                         | 21                                                         |
| 2018                                                       | 30                                                         | 29                                                         | 21                                                         |
| 2019                                                       | 55                                                         | 16                                                         | 18                                                         |
| 2020                                                       | 55                                                         | 8                                                          | 10                                                         |
| 2021                                                       | -                                                          | -                                                          | -                                                          |
| 2022                                                       | 85                                                         | 21                                                         | 24                                                         |
| 2023                                                       | 36                                                         | 20                                                         | 21                                                         |
| 2024                                                       | 40                                                         | 23                                                         | 11                                                         |

0,0: Pepinster ·
0,7: Pepinster-Cité ·
1,6: Pepinster-Chinheid ·
3,2: Juslenville ·
3,8: Theux-Marie-Louise ·
4,2: Theux ·
5,0: Theux-Centre ·
5,6: Franchimont ·
7,4: La Reid ·
9,6: Marteau ·
11,2: Spa ·
12,5: Spa-Géronstère ·
15,2: Nivezé ·
19,8: Sart-lez-Spa ·
23,7: Hockai ·
27,3: Francorchamps ·
36,8: Stavelot